# 宮前町 (亀岡市)

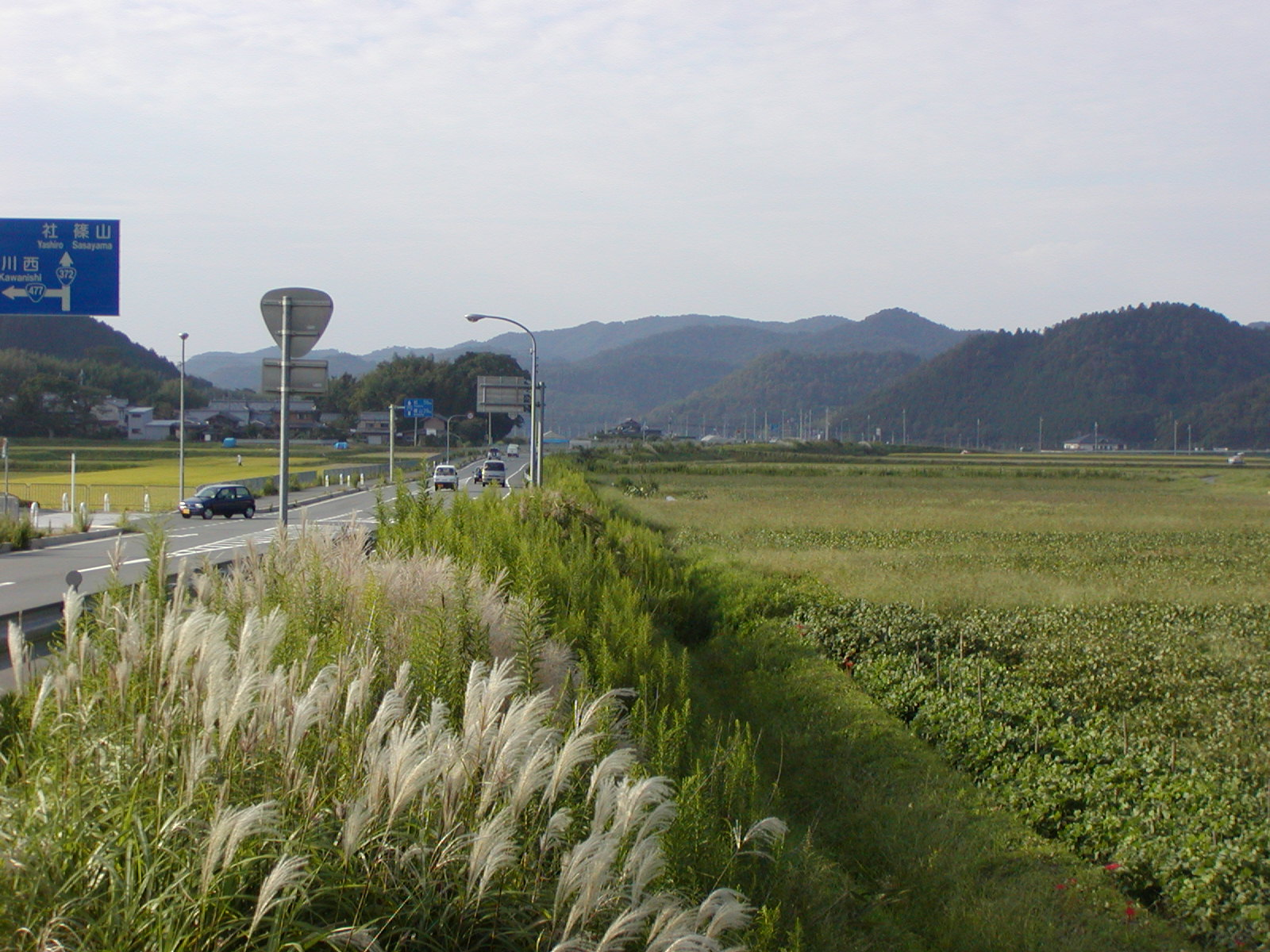
宮前町を通る国道372号

宮前町（みやざきちょう）は、京都府亀岡市にある町名。宮川区・神前区・猪倉区・湯の花平区の4区からなる。1955年、亀岡市に合併する以前の宮前村に相当する。

## 宮前町自治会
- 自治会事務所
〒621-0243 京都府亀岡市宮前町宮川西垣内16番地（宮川区）